# Riverway

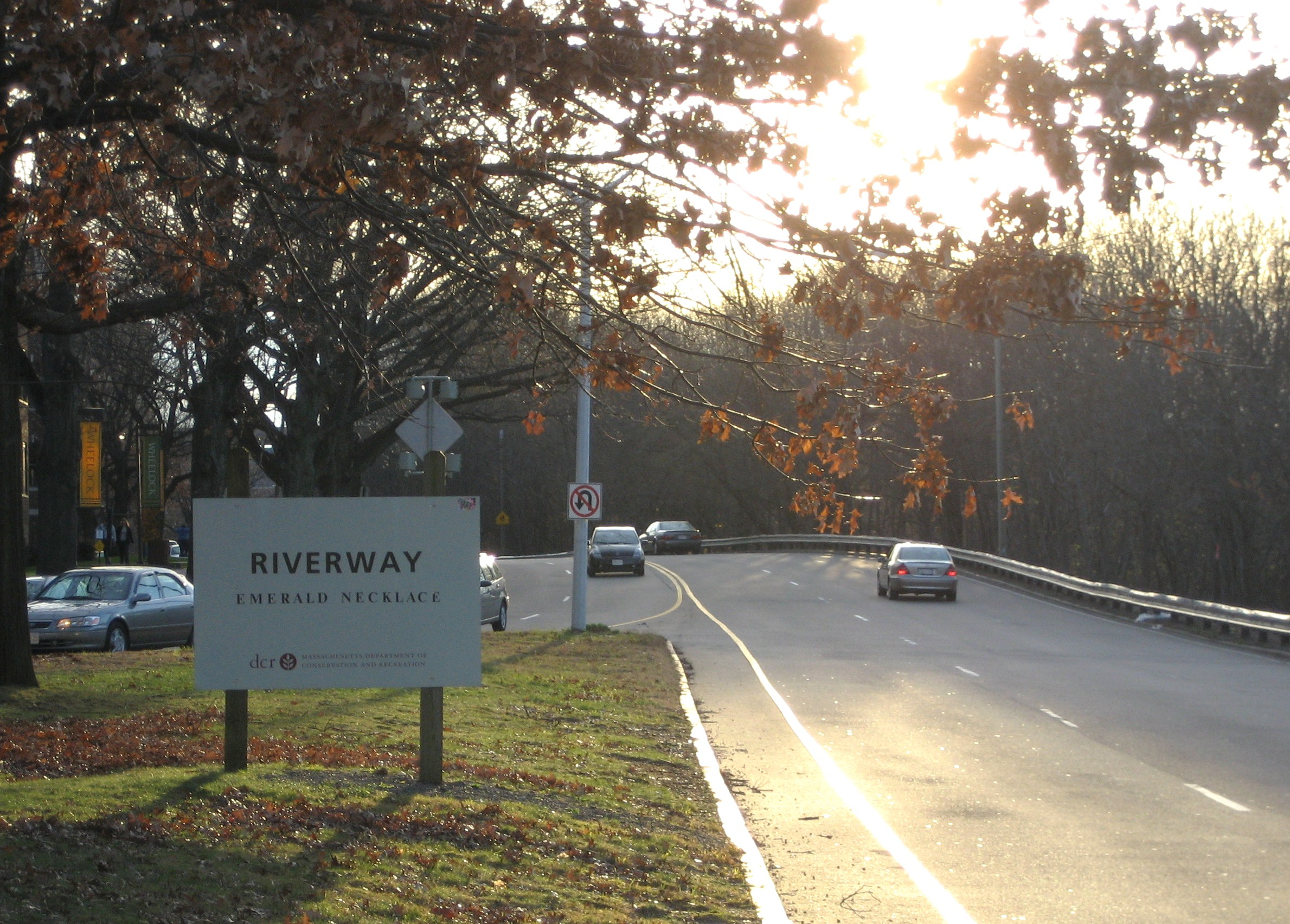
Anfang des Riverway an der Verbindung zum Park Drive in Boston

Der Riverway ist ein Parkway in Boston im Bundesstaat Massachusetts der Vereinigten Staaten. Er ist ein Bestandteil im System des Emerald Necklace, das in den 1890er Jahren von Frederick Law Olmsted entworfen wurde und in dem mehrere Parks und Parkways miteinander verbunden sind.
Der Riverway beginnt am Bostoner Landmark Center in den Back Bay Fens und folgt dem Verlauf des Muddy River südlich bis zum Olmsted Park. Die Straße und der angegliederte Park bilden die westliche Grenze von Boston zum benachbarten Brookline. Sowohl die Straße als auch der Park werden von Einwohnern beider Städte gerne und häufig genutzt.
Zur Errichtung der Straße wurden Sumpfgebiete in Parkland umgewandelt. Olmsted leitete außerdem den Fluss um und formte anschließend die Ufer, womit er eine Verbindung zum Emerald Necklace schuf. Die steilen Ufer und mit Hölzern bewachsenen Ecken bewahren bis heute ein ländliches Gefühl, so dass die heute viel befahrenen Straßen ausgeblendet werden können. Der Muddy River windet sich entlang international bekannter Medizin-, Kultur- und Bildungseinrichtungen bis zum Charles River. An der Strecke gibt es einen historischen Reitweg, einige der berühmten Brücken von Olmsted sowie einen steinernen Pavillon an der Chapel Street Bridge. Der Riverway ist damit eine alternative Route zu den belebten Fußgängerbereichen entlang der Brookline Avenue und der angrenzenden Straßen, aber auch einfach ein Platz zum Entspannen.